# PSR B1534+12
PSR B1534+12 – pulsar podwójny, relatywistyczny układ podwójny gwiazd neutronowych okrążających się wzajemnie z okresem ok. 10 godzin po eliptycznych orbitach nie większych niż średnica Słońca. Odkrył go w 1990 Aleksander Wolszczan za pomocą radioteleskopu Arecibo.